# Кріс Кавана
Крістофер Кавана (англ. Christopher Kavanagh, нар. 4 вересня 1985, Манчестер) — англійський футбольний суддя, який обслуговує матчі Прем'єр-ліги. Арбітр ФІФА з 2019 року.

## Суддівська кар'єра
Уродженець Манчестера, Кріс почав суддівську кар'єру в 1998 році у віці 13 років, обслуговуючи аматорські матчі регіональних ліг.
У сезоні 2012/13 почав обслуговувати матчі Футбольної конференції (п'ятого дивізіону в системі футбольних ліг Англії). У сезоні 2014/15 почав обслуговувати матчі Футбольної ліги.
У 2017 році був включений в Обрану групу суддів (англ. Select Group of Referees) і почав судити матчі Прем'єр-ліги. Перший матч Прем'єр-ліги, в якому Кавана був головним суддею, відбувся 8 квітня 2017 року: це була гра між клубами «Вест Бромвіч Альбіон» і «Саутгемптон».
2019 року Кавана був включений в список суддів ФІФА.
21 квітня 2021 року Кавана був обраний одним з відеоасистентів арбітра на Євро-2020, який відбувся по всій Європі в червні та липні 2021 року.